# Leucospis aurantiaca
Leucospis aurantiaca is een vliesvleugelig insect uit de familie Leucospidae. De wetenschappelijke naam is voor het eerst geldig gepubliceerd in 1923 door Shestakov.